# Riserva naturale Farma
La riserva naturale Farma è un'area naturale protetta situata nei comuni di Roccastrada e Monticiano appartenenti rispettivamente alle provincie di Grosseto e Siena e istituita nel 1996. La riserva occupa una superficie di 1.561 ettari.

## Provvedimenti istitutivi
Riserva Naturale Provinciale Farma Istituita con Delibera C.P. n° 11 del 27.02.1996. 

## Territorio
La riserva è situata nella parte nord-orientale della Provincia di Grosseto. Situata a cavallo del crinale che divide la Val di Farma dalla valle del Fosso Lanzo la Riserva è situata in una zona di alte colline quasi interamente occupate da formazioni boschive, con limitati pascoli e coltivi.
Geologicamente si ritrova la formazione a verrucano, con scisti, arenarie e microbrecce del Carbonifero, costituenti uno dei pochi affioramenti antichi nell'Appennino, nelle vicinanze del Farma. Presso il castello del Belagaio si rinvengono tracce di mineralizzazione piritosa in ganga quarzosa e testimonianze ipogee quali le grotte la Tomba e la Buca; sono segnalati indizi di mineralizzazione cinarina lungo il torrente Gretano.
La Riserva rientra nel sito di interesse comunitario (SIC) "Val di Farma" (cod. IT51A0003) individuata come area a" presenza di ampie superfici forestali ottimamente conservate dove assumono grande importanza specie legnose regionalmente rare".
Al suo interno è presente un biotopo di rilevante interesse vegetazionale meritevoli di conservazione in Italia censiti dal Gruppo di lavoro per la conservazione della natura della Società Botanica Italiana e dal Programma di Ricerca Territoriale sulle Aree Naturali da Proteggere eseguito dal C.N.R. e dal Ministero dei LL.PP. (Stazione di Taxus baccata).
Incluso fra i siti ICBP per la presenza di varie specie rapaci nidificanti ed in particolare per l'interessantissima segnalazione di due coppie di Falco biarmicus.
All'interno è presente la Riserva naturale di popolamento Animale Belagaio gestita dall'ASFD di Follonica.

## Comuni
La Riserva interessa il Comune di Roccastrada (GR) e quello di Monticiano (SI).

## Fauna
Tra i mammiferi è da segnalare la presenza di varie specie minacciate quali la lontra (Lutra lutra), il ferro di cavallo maggiore (Rinopholus ferrumequinum) e minore (Rhinolophus hipposideros) presenti inoltre la martora, la puzzola, il gatto selvatico, il cinghiale e il capriolo. 
Fra la fauna ornitica sono interessanti rapaci diurni come il lodolaio, il pecchiaiolo, lo sparviere, l'astore, il biancone, la poiana mentre fra quelli notturni si cita il gufo comune. Lungo i corsi d'acqua nidificano il martin pescatore e il merlo acquaiolo. 
Fra gli anfibi sono da citare il tritone alpestre, la salamandrina dagli occhiali e la salamandra comune. 
Altre emergenze faunistiche risultano il granchio di fiume, l'Oxigastra curtisii, testuggine comune, il colubro liscio, e la rana italica. È presente inoltre un piccolo ma importante laghetto naturale nel bosco detto Stagno della Troscia, che costituisce uno dei pochi habitat del tritone alpestre. Sito di rilevante importanza per la conservazione della lontra. Importante presenza di Suncus etruscus endemismo italiano e del predatore Martes martes. Fra gli anfibi è da segnalare la presenza di popolazioni relitte di Triturus alpestris apuanus, Salamandrina tergiditata e Bombina pachypus rispettivamente genere e specie endemici dell'italia peninsulare del Triturus carnifex e della Rana italica, specie endemiche. Numerose sono le specie rare e localizzate di invertebrati fra cui la Callimorpha quadripunctata.

## Flora
Dal punto di vista vegetazionale si riscontrano varie formazioni interessanti sia come specie che come sviluppo morfologico: formazioni ripariali, di risorgiva, castagneti, a caducifoglie eliofile, a sempreverdi, brughiere, arbusteti, a conifere. 
Le specie arboree presenti sono tantissime a partire dai salici, ontano, olmi, pioppi, tigli, ginepri, frassini, carpini bianchi e neri, aceri di monte, campestri e di Montpellier, cerri, lecci, roverelle, sughere, faggi, sorbi, eriche, ornielli, corbezzoli, noccioli, cornioli, alaterni, ed altre. Fra le specie particolarmente importanti come rarità botaniche almeno locali, riscontriamo l'agrifoglio, la betulla, il tasso, la rovere. Discreta diffusione hanno i soprassuoli artificiali a conifere in prevalenza pino marittimo con domestico, aleppo, nigra e radiata e cipresso in limitate quantità. Molto interessante risulta la vegetazione di risorgiva con presenza di Sphagnum, Osmunda regalis, Betula pendula, Athyrium filix-foemina. Le emergente floristiche sono rappresentate da specie endemiche come la Digitalis micrantha, Pulmonaria hirta, Salix apennina e Santolina etrusca, mentre fra le specie rare o al limite dell'areale sono Buxus sempervirens, Calluna vulgaris, Physospermum cornubiense, Geranium nodosum, Teucrium scorodonia, Athyrium filix-foemina, Taxus baccata, Tilia cordata, Lilium bulbiferum, Ilex aquifolium, Laurus nobilis, Quercus robur, Ruscus hypoglossum, Carex grioletii.

## Luoghi d'interesse

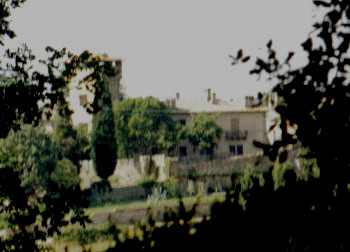
Castello del Belagaio

Nelle immediate vicinanze del complesso della "Casa nova" è presente il Castello del Belagaio, sede della CFS, visitabile secondo programmi prestabiliti. 
Per gli amanti delle escursioni naturalistiche, è possibile, partendo dal centro visite percorrere vari itinerari che conducono al fiume Farma, area dalla bellezza selvaggia e dalle suggestioni naturalistiche uniche, dovute alla presenza di microclimi e siti morfologici unici, che hanno reso possibile tra le altre, la presenza in pieno clima mediterraneo di biotopi tipici di realtà climatiche dell'Europa settentrionale, oppure al Fosso Lanzo, comunque percorrendo ambienti di particolare bellezza.

## Strutture ricettive
Il Centro Visite, che la Riserva naturale Farma condivide con la Riserva naturale La Pietra e la Riserva naturale Basso Merse, è al servizio del Sistema delle Riserve Naturali provinciali ed è stato realizzato all'interno dell'edificio denominato "Casa Nova" in località Belagaio, nel comune di Roccastrada. Tale edificio è stato concesso all'Amministrazione provinciale dal Demanio dello Stato, su parere concorde del CFS e ciò ha consentito all'Ente di attivare un progetto di ristrutturazione e recupero funzionale, attuato nel rispetto della sua caratterizzazione architettonica originale. 
Detto edificio, la cui epoca di costruzione risale alla fine dell'’800, era stata realizzata per soddisfare esigenze abitative e di allevamento dei cavalli: venute meno le originarie funzioni è stata, tramite i citati lavori di ristrutturazione ultimatisi recentemente, trasformata in centro visite, accogliendo ai suoi interni spazi destinati a: 
- informazione;
- servizi;
- bar, ristorante;
- sala conferenze;
- punto di osservazione, costituito da postazioni per la video osservazione a distanza, operante mediante collegamento con la sala del centro operativo multimediale della Provincia, attraverso il quale è possibile osservare le diverse realtà naturalistiche presenti nella Provincia di Grosseto.

Alle Cooperative Sociali Il Nodo, Solidarietà è Crescita, Lo Scoiattolo e LISA, è stato dato incarico di gestire l'informazione e i servizi agli utenti, come la richiesta di presenza di una guida ambientale.